# Hrubá kopa
Hrubá kopa je třetí nejvyšší hora v Roháčích, na hlavním hřebeni Západních Tater. Zaoblený vrchol se vypíná do výšky 2166 m n. m., 1 km východně od Baníkova, nejvyšší hory Roháčů.
Přes Hrubou kopu a její hřeben směrem do Roháčské doliny vede hranice NPR Roháčská plesa.

## Přístup
Hrubá kopa je turisticky často navštěvovaná, přestože výstup na ni je poměrně technicky náročný. Úseky od Baníkova i od Smutného sedla jsou zajištěny řetězy.
Nejjednodušší výstup vede po modré značce ze Žiarské doliny, kolem Žiarské chaty, do Smutného sedla a odtud po červené značce na vrchol. Celkový čas výstupu je 4:15, s převýšením 1350 m.

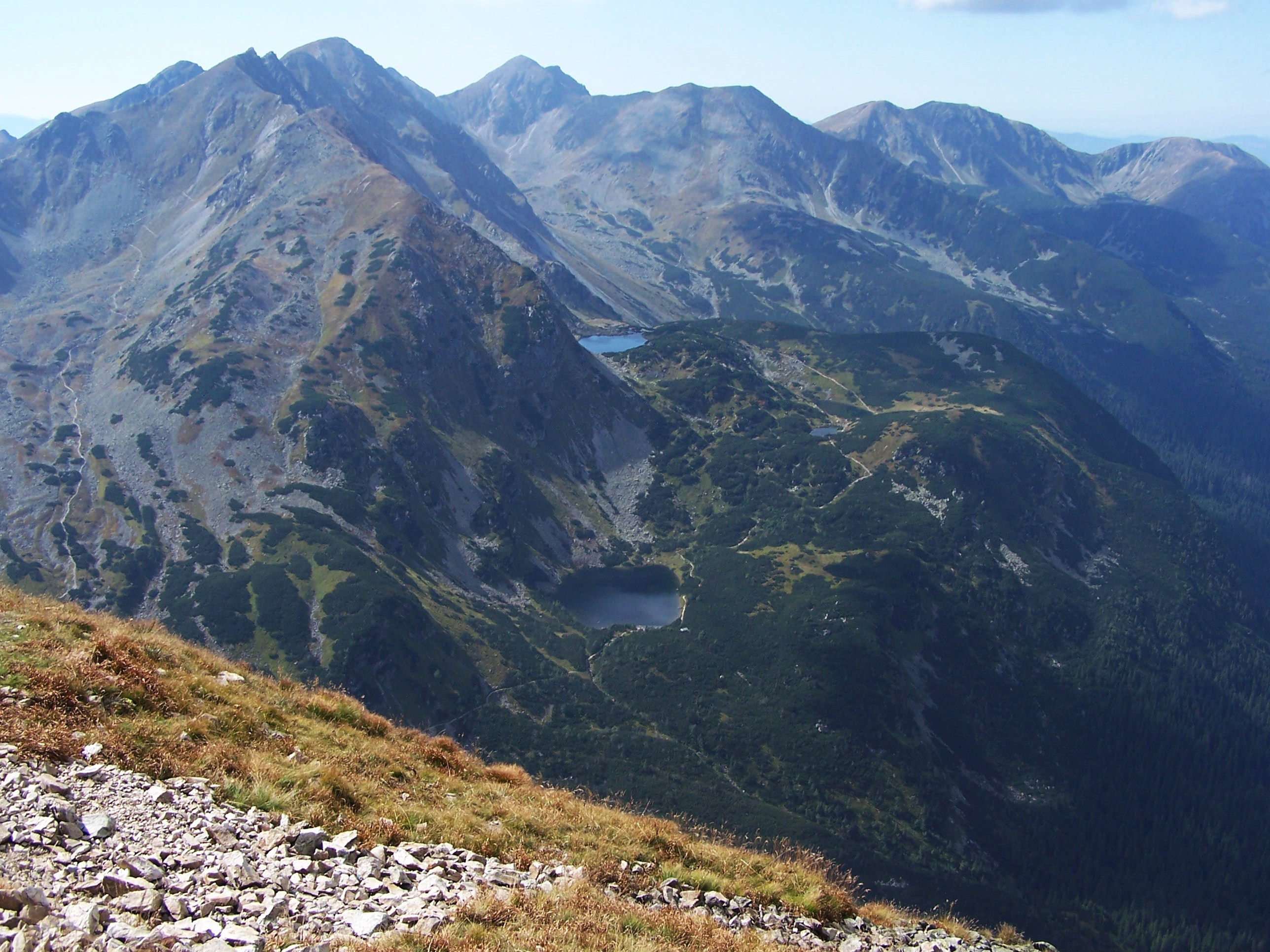
Roháčská plesa pod Hrubou kopou